# Distretto di Fouka
Il distretto di Fouka è un distretto della provincia di Tipasa, in Algeria.

## Comuni
Il distretto comprende 2 comuni:
- Fouka
- Douaouda